# The Wedding (How I Met Your Mother)
The Wedding är det tolfte avsnittet av första säsongen av TV-serien How I Met Your Mother. Det hade premiär på CBS den 9 januari 2006.

## Sammandrag
Ted förstör nästan ett bröllop genom att försöka få med Robin som sitt sällskap.   

## Handling
Ted är bjuden på bröllop för vännerna Claudia och Stuart. När Robin berättar att hon och Derek har gjort slut bjuder han med henne som sin dejt. Claudia hävdar dock att han inte angett att han avsåg att ta med sällskap när han tackade ja till inbjudan till bröllopet. Eftersom bröllopet ligger nära i tiden förbjuder hon honom att ta med en dejt. Ted tänker berätta för Robin men får se den klänning hon tänkt bära och ändrar sig.
Lily råder Ted att fråga Stuart i stället. Stuart säger ja, vilket leder till att han och Claudia bråkar och ställer in bröllopet. Marshall och Ted bestämmer sig för att prata med Stuart, samtidigt som Lily tänker prata med Claudia på baren där de är stamkunder.
Barney hittar Claudia först och försöker få henne i säng. Lily avbryter honom just när Stuart anländer med Ted och Marshall. Stuart ber om ursäkt och bröllopet blir av. Claudia går också med på att Ted får ta med en dejt.
Robin erbjuds att vara nyhetsankare just den kväll som bröllopet är. När Ted kommer till bröllopet, ensam, visar Claudia hans inbjudan där han mycket riktigt kryssat för att han skulle komma ensam. Ted drar slutsatsen att han är redo att vara singel, men får då ögonkontakt med en tjej i samma rum. 
Marshall och Lily börjar planera sitt eget bröllop, men de kommer inte överens om vilken typ av ceremoni som de vill ha. På Stuarts och Claudias bröllop enas de dock om en sak som de vill ha: Tilltugg av krabba.

## Popkulturella referenser
- Marshall jämför sättet som Ted kringgår bruden på bröllopet med att mata Gremlins efter midnatt, vilket får varelserna i filmen från 1984 att förvandlas till monster.
- När Ted försöker övertyga Stuart att gifta sig med Claudia nämner han Dr Phil, talkshowen med Phil McGraw.
- När Claudia och Stewart bråkar snabbspolas det samtidigt som det syns en blå fjärrkontroll, likadan som den i filmen Click.